# 中川茂一
中川 茂一（なかがわ しげかず、1937年9月6日 - 2010年4月3日）は、大阪市西淀川区出身の元競輪選手。日本競輪選手会大阪支部に在籍していた。
日本競輪学校第79期生の中川大祐（1973年10月25日 - 2012年5月30日）は実子。

## 経歴
大阪商業高等学校出身。
日本競輪学校第14期生。同期に寺澤節男、松本秀人らがいる。
1960年8月19日、宇都宮競輪場でデビューし1着、及び同開催の完全優勝を記録。
1969年の秩父宮妃賜杯競輪（西武園競輪場）において優勝。なお、同大会の決勝戦は万車券決着となった。また中川のこの優勝から、45年後の2014年に稲川翔が高松宮記念杯競輪(宇都宮競輪場)で優勝するまで、GI相当大会で、大阪支部所属の選手が優勝することはなかった。
強引ともいうべき競りをモットーとした強気な競走スタイルであるがゆえに、鎖骨骨折例が多く、競走生活の晩年は、鎖骨が離れたままレースに挑んでいたという。ゆえに生涯戦績のうち、落車棄権36回、失格は74回にも及んだが、現役引退後に手術を受け、鎖骨は元通りに回復したという。
1999年7月29日選手登録削除。通算戦績3041戦492勝。

## 関連図書
- 『奪われぬもの』（後藤正治 著、講談社文庫）